# South London Boroughs
South London Boroughs är Burials debut-EP som släpptes 2005 på skivbolaget Hyperdub.

## Låtlista
Alla låtar är komponerade av Burial.
| Nr | Titel                 | Längd |
| -- | --------------------- | ----- |
| 1. | South London Boroughs | 5:05  |
| 2. | Southern Comfort      | 4:59  |
| 3. | Broken Home           | 5:01  |
| 4. | Nite Train            | 4:18  |